# Haut-Sassandra
Haut-Sassandra är en region i Elfenbenskusten. Den ligger i distriktet Sassandra-Marahoué, i den centrala delen av landet, 150 km väster om huvudstaden Yamoussoukro. Antalet invånare var 1 739 697 vid folkräkningen 2021. Arean är 15 242 kvadratkilometer. Haut-Sassandra gränsar till Worodougou, Béré, Marahoué, Gôh, Nawa, Guémon och Tonkpi.
Haut-Sassandra delas in i departementen:
- Daloa
- Issia
- Vavoua
- Zoukougbeu